# Еліс Террі
Е́ліс Те́ррі (англ. Alice Terry), при народженні Еліс Френсіс Тааффе англ. Alice Frances Taaffe; 29 липня 1899 — 22 грудня 1987) — американська акторка та режисерка.

## Життєпис
Террі, уродженка Індіани, дебютувала на кіноекранах в 1916 році фільмі «Не моя сестра» з Бессі Барріскейл і Вільямом Дезмондом Тейлором в головних ролях. У 1921 році вона зіграла одну з найвідоміших своїх ролей — Маргариту в епічній військовому фільмі її чоловіка Рекса Інгрема «Чотири вершники Апокаліпсису», де її колегою по екрану був Рудольф Валентіно. Еліс Террі продовжувала зніматися до кінця 1920-х років, з'явившись ще в десятці картин, серед яких «Чарівна сила» (1921), «Бранець Зенди» (1922), «Скарамуш» (1923), «Велике поділ» (1925) і «Сади Аллаха» (1927). Всього її фільмографія налічує 29 картин, з якого до наших днів дійшли тільки 17.
З початком ери звукового кіно вона разом з чоловіком завершила кар'єру. Після смерті Інграма в 1950 році у Террі був роман з актором Джеральдом Філдінгом, до його смерті в 1956 році. Останні роки життя актриса провела в Каліфорнії, де померла в 1987 році у віці 88 років. Її внесок в кіноіндустрію США відзначений зіркою на Голлівудській алеї слави.

## Фільмографія
- 1921 — Чотири вершники Апокаліпсису / The Four Horsemen of the Apocalypse — Маргарита Лор'є
- 1922 — Полонений Зенди / The Prisoner of Zenda
- 1926 — Наше море / Mare Nostrum — Фрея Талберг
- 1927 — Коханці? / Lovers?